# John Leslie Von der Heyde
John Leslie Von der Heyde, britanski general, * 1896, † 1974.